# Aire urbaine de Saintes
L'aire urbaine de Saintes est une aire urbaine française centrée sur la ville de Saintes.
Elle est située au centre du département de la Charente-Maritime et est la deuxième aire urbaine de ce département autant pour le nombre de communes que par sa population où un habitant sur dix réside dans son aire (9,98 % de la population départementale).

## Zonage de l'aire urbaine de Saintes en 2010 et population en 2008

### Données globales
Selon le dernier zonage effectué par les services de l'INSEE en 2010, l'aire urbaine de Saintes, élargie de 9 autres communes par rapport à la délimitation de 1999, compte 60 975 habitants en 2008 (population municipale).
En 2008, elle se situait au 132e rang national et au 6e rang régional en Poitou-Charentes. Dans le classement régional, elle ne change pas de rang par rapport au recensement et au zonage de 1999 mais elle se rapproche de plus en plus de l'aire urbaine de Châtellerault qui demeure au 5e rang régional.
Selon l'INSEE, l'aire urbaine de Saintes fait partie des grandes aires urbaines de la France c'est-à-dire ayant plus de 10 000 emplois.
Les 3 communes de l'agglomération urbaine de Saintes qui appartiennent au pôle urbain correspondent à l'unité urbaine de Saintes tandis que les 37 autres communes appartiennent à la couronne urbaine selon la nouvelle terminologie de l'INSEE.
Par rapport à l'ancienne délimitation de 1999, l'aire urbaine de Saintes gagne 9 nouvelles communes dont trois sont situées dans l'arrondissement de Saint-Jean-d'Angély (Annepont, Juicq et Taillebourg). En effet, l'aire urbaine de Saintes déborde maintenant au-delà des limites de son propre arrondissement et jouxte l'aire urbaine de Cognac sur la limite départementale entre les deux départements charentais par les communes de Saint-Bris-des-Bois et de Saint-Césaire.

Le tableau ci-dessous donne les chiffres du recensement de 2008 et détaille la répartition de l'aire urbaine sur le département (les pourcentages s'entendent en proportion du département) :
| Département       | Communes | Communes (%) | Superficie (km²) | Superficie (%) | Population (2008) | Population (%) |
| ----------------- | -------- | ------------ | ---------------- | -------------- | ----------------- | -------------- |
| Charente-Maritime | 40       | 8,5          | 532,64           | 7,8            | 60 975            | 9,97           |

En 2008, 1/10e de la population de la Charente-Maritime réside dans l'aire urbaine de Saintes.
En Charente-Maritime, elle occupe le deuxième rang, après l'aire urbaine de La Rochelle.

### Composition de l'aire urbaine de Saintes selon le zonage de 2010
Composition de l'aire urbaine de Saintes selon le nouveau zonage de 2010 et population en 2008 (population municipale)
| Commune                                 | Superficie | Population  | Densité de population | Catégorie dans l'aire urbaine             |
| --------------------------------------- | ---------- | ----------- | --------------------- | ----------------------------------------- |
| Saintes                                 | 45,55 km²  | 26 470 hab. | 581 hab/km²           | commune appartenant au pôle urbain        |
| Fontcouverte                            | 11,58 km²  | 2 135 hab.  | 184 hab/km²           | commune appartenant au pôle urbain        |
| Les Gonds                               | 12,96 km²  | 1 508 hab.  | 116 hab/km²           | commune appartenant au pôle urbain        |
| Pôle urbain ou unité urbaine de Saintes | 70,09 km²  | 30 113 hab. | 430 hab/km²           | 3 communes                                |
| Annepont                                | 8,81 km²   | 308 hab.    | 25 hab/km²            | commune appartenant à la couronne urbaine |
| Berneuil                                | 25,45 km²  | 1 011 hab.  | 40 hab/km²            | commune appartenant à la couronne urbaine |
| Bussac-sur-Charente                     | 9,98 km²   | 1 265 hab.  | 127 hab/km²           | commune appartenant à la couronne urbaine |
| Chaniers                                | 26,53 km²  | 3 391 hab.  | 128 hab/km²           | commune appartenant à la couronne urbaine |
| La Chapelle-des-Pots                    | 10,27 km²  | 918 hab.    | 89 hab/km²            | commune appartenant à la couronne urbaine |
| Chermignac                              | 13,43 km²  | 1 196 hab.  | 89 hab/km²            | commune appartenant à la couronne urbaine |
| La Clisse                               | 5,18 km²   | 559 hab.    | 108 hab/km²           | commune appartenant à la couronne urbaine |
| Colombiers                              | 7,14 km²   | 325 hab.    | 46 hab/km²            | commune appartenant à la couronne urbaine |
| Courcoury                               | 12,66 km²  | 704 hab.    | 56 hab/km²            | commune appartenant à la couronne urbaine |
| Crazannes                               | 4,81 km²   | 445 hab.    | 93 hab/km²            | commune appartenant à la couronne urbaine |
| Dompierre-sur-Charente                  | 8,29 km²   | 460 hab.    | 55 hab/km²            | commune appartenant à la couronne urbaine |
| Le Douhet                               | 18,35 km²  | 704 hab.    | 38 hab/km²            | commune appartenant à la couronne urbaine |
| Ecoyeux                                 | 20,34 km²  | 1 178 hab.  | 57 hab/km²            | commune appartenant à la couronne urbaine |
| Ecurat                                  | 10,55 km²  | 437 hab.    | 41 hab/km²            | commune appartenant à la couronne urbaine |
| Les Essards                             | 9,66 km²   | 567 hab.    | 59 hab/km²            | commune appartenant à la couronne urbaine |
| La Jard                                 | 8,48 km²   | 310 hab.    | 37 hab/km²            | commune appartenant à la couronne urbaine |
| Juicq                                   | 9,25 km²   | 181 hab.    | 20 hab/km²            | commune appartenant à la couronne urbaine |
| Luchat                                  | 4,67 km²   | 381 hab.    | 82 hab/km²            | commune appartenant à la couronne urbaine |
| Nieul-lès-Saintes                       | 20,41 km²  | 988 hab.    | 48 hab/km²            | commune appartenant à la couronne urbaine |
| Pessines                                | 9,05 km²   | 767 hab.    | 85 hab/km²            | commune appartenant à la couronne urbaine |
| Pisany                                  | 6,59 km²   | 453 hab.    | 69 hab/km²            | commune appartenant à la couronne urbaine |
| Plassay                                 | 16,87 km²  | 676 hab.    | 40 hab/km²            | commune appartenant à la couronne urbaine |
| Port-d'Envaux                           | 22,55 km²  | 1 047 hab.  | 46 hab/km²            | commune appartenant à la couronne urbaine |
| Préguillac                              | 6,60 km²   | 417 hab.    | 63 hab/km²            | commune appartenant à la couronne urbaine |
| Rétaud                                  | 19,92 km²  | 957 hab.    | 48 hab/km²            | commune appartenant à la couronne urbaine |
| Rioux                                   | 18,98 km²  | 906 hab.    | 48 hab/km²            | commune appartenant à la couronne urbaine |
| Saint-Bris-des-Bois                     | 9,06 km²   | 405 hab.    | 45 hab/km²            | commune appartenant à la couronne urbaine |
| Saint-Césaire                           | 10,41 km²  | 918 hab.    | 88 hab/km²            | commune appartenant à la couronne urbaine |
| Saint-Georges-des-Coteaux               | 19,23 km²  | 2 501 hab.  | 130 hab/km²           | commune appartenant à la couronne urbaine |
| Saint-Sauvant                           | 7,05 km²   | 517 hab.    | 73 hab/km²            | commune appartenant à la couronne urbaine |
| Saint-Sever-de-Saintonge                | 8,13 km²   | 612 hab.    | 75 hab/km²            | commune appartenant à la couronne urbaine |
| Saint-Vaize                             | 4,61 km²   | 567 hab.    | 123 hab/km²           | commune appartenant à la couronne urbaine |
| Taillebourg                             | 14,25 km²  | 732 hab.    | 51 hab/km²            | commune appartenant à la couronne urbaine |
| Tesson                                  | 12,13 km²  | 1 010 hab.  | 83 hab/km²            | commune appartenant à la couronne urbaine |
| Thénac                                  | 19,17 km²  | 1 609 hab.  | 84 hab/km²            | commune appartenant à la couronne urbaine |
| Varzay                                  | 14,04 km²  | 752 hab.    | 54 hab/km²            | commune appartenant à la couronne urbaine |
| Vénérand                                | 9,65 km²   | 688 hab.    | 71 hab/km²            | commune appartenant à la couronne urbaine |
| Couronne urbaine                        | 462,55 km² | 30 862 hab. | 67 hab/km²            | 37 communes                               |
| Aire urbaine                            | 532,64 km² | 60 975 hab. | 114 hab/km²           | 40 communes                               |

## Zonage de l'aire urbaine de Saintes en 1999 et population en 1999

### Données globales
D'après le zonage de l'INSEE établi en 1999, l'aire urbaine de Saintes est composée de 31 communes, toutes situées en Charente-Maritime, et plus précisément dans l'arrondissement de Saintes. 
En 1999, l'aire urbaine de Saintes rassemble 51 542 habitants et se situe au 136e rang national. Elle occupe le 6e rang en Poitou-Charentes se situant après l'aire urbaine de Châtellerault et fait partie des aires urbaines rassemblant plus de 50 000 habitants. En Charente-Maritime, elle occupe le deuxième rang, après l'aire urbaine de La Rochelle.
En 2006, elle rassemble 55 834 habitants dans les limites du zonage de 1999 et 56 053 habitants en 2007.
Elle fait partie de l'espace urbain La Rochelle-Niort-Val de Charente.
2 communes de l'aire urbaine sont des pôles urbains c'est-à-dire constituant l'unité urbaine de Saintes.

### Composition de l'aire urbaine de Saintes en 1999
Le tableau suivant donne les chiffres du recensement de 1999 et détaille la répartition de l'aire urbaine sur le département (les pourcentages s'entendent en proportion du département) :
| Département       | Communes | Communes (%) | Superficie (km²) | Superficie (%) | Population (1999) | Population (%) |
| ----------------- | -------- | ------------ | ---------------- | -------------- | ----------------- | -------------- |
| Charente-Maritime | 31       | 6,6          | 444,86           | 6,5            | 51 542            | 9,25           |

Liste des communes de l'aire urbaine de Saintes selon le recensement de 2008 et la délimitation de l'INSEE à cette date.
| Code INSEE | Commune                   | Type                  | Département       | Superficie (km²) | Population (2008) | Densité (hab./km²) |
| ---------- | ------------------------- | --------------------- | ----------------- | ---------------- | ----------------- | ------------------ |
| 17044      | Berneuil                  | Commune monopolarisée | Charente-Maritime | +0025,45         | +0 0001 011,      | +00039,72          |
| 17073      | Bussac-sur-Charente       | Commune monopolarisée | Charente-Maritime | +0009,98         | +0 0001 265,      | +00126,75          |
| 17086      | Chaniers                  | Commune monopolarisée | Charente-Maritime | +0026,53         | +0 0003 391,      | +00127,82          |
| 17089      | La Chapelle-des-Pots      | Commune monopolarisée | Charente-Maritime | +0010,27         | +00 000918,       | +00089,38          |
| 17102      | Chermignac                | Commune monopolarisée | Charente-Maritime | +0013,43         | +0 0001 196,      | +00089,05          |
| 17112      | La Clisse                 | Commune monopolarisée | Charente-Maritime | +0005,18         | +00 000559,       | +00107,91          |
| 17128      | Courcoury                 | Commune monopolarisée | Charente-Maritime | +0012,66         | +00 000704,       | +00055,01          |
| 17143      | Le Douhet                 | Commune monopolarisée | Charente-Maritime | +0018,35         | +00 000704,       | +00038,36          |
| 17147      | Écoyeux                   | Commune monopolarisée | Charente-Maritime | +0020,34         | +0 0001 178,      | +00057,91          |
| 17148      | Écurat                    | Commune monopolarisée | Charente-Maritime | +0010,55         | +00 000437,       | +00041,42          |
| 17164      | Fontcouverte              | Commune monopolarisée | Charente-Maritime | +0011,58         | +0 0002 135,      | +00184,37          |
| 17179      | Les Gonds                 | Pôle urbain           | Charente-Maritime | +0012,96         | +0 0001 508,      | +00116,36          |
| 17191      | La Jard                   | Commune monopolarisée | Charente-Maritime | +0008,48         | +00 000310,       | +00036,55          |
| 17214      | Luchat                    | Commune monopolarisée | Charente-Maritime | +0004,67         | +00 000381,       | +00081,58          |
| 17262      | Nieul-lès-Saintes         | Commune monopolarisée | Charente-Maritime | +0020,41         | +00 000988,       | +00048,4           |
| 17275      | Pessines                  | Commune monopolarisée | Charente-Maritime | +0009,05         | +00 000767,       | +00084,75          |
| 17280      | Plassay                   | Commune monopolarisée | Charente-Maritime | +0016,87         | +00 000676,       | +00040,07          |
| 17285      | Port-d'Envaux             | Commune monopolarisée | Charente-Maritime | +0022,55         | +0 0001 047,      | +00046,43          |
| 17289      | Préguillac                | Commune monopolarisée | Charente-Maritime | +0006,6          | +00 000417,       | +00063,18          |
| 17296      | Rétaud                    | Commune monopolarisée | Charente-Maritime | +0019,92         | +00 000957,       | +00048,04          |
| 17313      | Saint-Bris-des-Bois       | Commune monopolarisée | Charente-Maritime | +0009,06         | +00 000405,       | +00044,7           |
| 17314      | Saint-Césaire             | Commune monopolarisée | Charente-Maritime | +0010,41         | +00 000918,       | +00088,18          |
| 17336      | Saint-Georges-des-Coteaux | Commune monopolarisée | Charente-Maritime | +0019,23         | +0 0002 501,      | +00130,05          |
| 17395      | Saint-Sauvant             | Commune monopolarisée | Charente-Maritime | +0007,05         | +00 000517,       | +00073,33          |
| 17400      | Saint-Sever-de-Saintonge  | Commune monopolarisée | Charente-Maritime | +0008,13         | +00 000612,       | +00075,27          |
| 17412      | Saint-Vaize               | Commune monopolarisée | Charente-Maritime | +0004,61         | +00 000567,       | +00122,99          |
| 17415      | Saintes                   | Pôle urbain           | Charente-Maritime | +0045,55         | +00026 470,       | +00581,12          |
| 17441      | Tesson                    | Commune monopolarisée | Charente-Maritime | +0012,13         | +0 0001 010,      | +00083,26          |
| 17444      | Thénac                    | Commune monopolarisée | Charente-Maritime | +0019,17         | +0 0001 609,      | +00083,93          |
| 17460      | Varzay                    | Commune monopolarisée | Charente-Maritime | +0014,04         | +00 000752,       | +00053,56          |
| 17462      | Vénérand                  | Commune monopolarisée | Charente-Maritime | +0009,65         | +00 000688,       | +00071,29          |
|            | Total                     |                       |                   | +0444,86         | +00056 598,       | +00127,22          |